# Sân vận động Ellis Park
Sân vận động Ellis Park là một sân vận động tại Johannesburg, Nam Phi. Sân có sức chứa 62.567 chỗ. Năm 2010, sân này là nơi thi đấu của Giải vô địch bóng đá thế giới 2010.
Đây đã từng là sân vận động lớn hiện đại nhất của Nam Phi khi nó được nâng cấp vào năm 1982 để tăng sức chứa lên 60.000 người. Ngày nay, sân vận động này là nơi tổ chức giải bóng đá và bóng bầu dục, cũng như các sự kiện lớn khác, như các buổi hòa nhạc ngoài trời.